# Pod parou
Pod parou je český letní hudební festival zaměřený na punkovou, hardcorovou, ska i rockabilly hudbu, který se do roku 2014 konal v Moravské Třebové v okrese Svitavy, v roce 2015 byl přesunut do Vyškova, v roce 2022 na Bojišti u Trutnova, v roce se přesune 2025 do areálu Korunní pevnůstky v Olomouci. Jedná se o vůbec největší takto stylově zaměřený festival v České republice.
Vystupují na něm nejznámější české a slovenské punkové skupiny (Visací zámek, E!E, N. V. Ú., Zóna A a další) a zahraniční hvězdy - na festivalu za desetiletou existenci vystoupili například The Exploited, Adicts, UK Subs, The Casualties, Misfits, Dead Kennedys, The Damned, Toy Dolls, Acidez nebo Bad Religion.
Festival měl tradičně jedno jeviště, ale desátý, jubilejní, ročník nabídl v novém areálu pódia hned tři. Dvě hlavní pódia stála vedle sebe a produkce se na nich střídala. Na třetím pódiu hrály spíše méně známé kapely. V roce 2012 navštívilo festival pět tisíc diváků. V roce 2015 byl organizován jako čtyřdenní, opět jen s jedním pódiem.
V roce 2021 se kvůli covidovým opatřením festival nekonal.
Roky 2020 a 2022 byly pro pořadatele z finančního hlediska neúspěšné. Festival v roce 2023 měl podle pořadatelů proběhnout pravděpodobně naposled.